# Abbazia territoriale di San Maurizio d'Agauno
L'abbazia territoriale di San Maurizio d'Agauno (in latino Abbatia Territorialis S. Mauritii Agaunensis) è una sede della Chiesa cattolica in Svizzera immediatamente soggetta alla Santa Sede. Nel 2023 contava 5.400 battezzati su 8.900 abitanti. La sede è vacante.

## Territorio
L'abbazia territoriale si trova a Saint-Maurice, nel canton Vallese in Svizzera, dove si trova la basilica cattedrale di San Maurizio.
Il territorio è suddiviso in 5 parrocchie, la cui cura pastorale è condivisa con la vicina diocesi di Sion.

## Storia
L'abbazia giocò un ruolo importante nella storia di questa regione. È la più antica dell'Europa occidentale ad essere stata occupata permanentemente.
Quest'abbazia sorge presso una sorgente che già in epoca romana era sede di un tempio dedicato alle ninfe o, secondo altre fonti, a Mercurio.
La tradizione agiografica colloca la vicenda dei martiri della Legione Tebea ad Agauno, località lungo il Rodano nei pressi dell'abitato di Octodurus. Maurizio e gli altri soldati cristiani facevano parte del contingente con cui Massimiano si apprestava a soffocare le rivolte contadine dei Bagaudi. I martiri tebei - conosciuti anche come martiri acaunensi - sarebbero stati giustiziati per essersi rifiutati di prestare giuramento agli dèi prima della battaglia. Sul finire del IV secolo, Teodoro, il primo vescovo di Octodurus, avrebbe ritrovato le reliquie dei martiri, diffondendone così il culto in tutto il Vallese e in Gallia. La tradizione fa risalire a Teodoro la costruzione nel 381 del primo santuario dedicato a san Maurizio e ai legionari della legione Tebea, santuario che venne poi ampliato nel V secolo.
L'abbazia venne fondata il 22 settembre 515 dal primo re burgundo cattolico, san Sigismondo; suo padre, Gondebaudo, era invece di religione ariana. Dopo la salita al trono nel 516, fece dell'abbazia un luogo di pellegrinaggi per il suo popolo che lo dovette seguire nell'adesione alla nuova fede. Re Sigismondo, che vi si rifugiò dopo aver ucciso il proprio figlio Sigerico (522), per espiare questa tremenda colpa istituì la laus perennis: una preghiera che si protraeva ininterrottamente con i monaci che si alternavano. Questa forma di preghiera venne mantenuta fino al IX secolo. Donò al monastero il castello di Graines per sostenersi.
Nel 517 l'abbazia fu probabilmente la sede del concilio di Epaon.
| Agaunum: denier                                                                                         | Agaunum: denier                                          |
| --- | -------------------------------------------------------- |
| |                                                          |
| Tempio. XPI S MAVRICI                                                                                   | Croce potenziata, accantonata da tortelli. LVDOVICVS IMP |
| Moneta carolingia, imitante un denier di Ludovico il Pio. L'abbazia aveva il diritto di battere moneta. |                                                          |

La prima basilica data di questo periodo, come il battistero, con un fonte battesimale che permetteva di ottenere il battesimo con il rito dell'immersione parziale. Fonte battesimale che è ancora visibile.
La basilica venne orientata est - ovest, ai piedi di uno sperone di roccia. Cinquecento era il numero dei monaci che si alternavano all'interno della chiesa per permettere il rito della laus perennis. L'intero centro monastico fu molto fiorente nei due secoli che seguirono. Nel 574 subì il sacco dei Longobardi, ma appena questi lasciarono la regione venne immediatamente ricostruito. Dopo i primi due secoli il numero dei monaci incominciò a diminuire. Nell'VIII secolo e nel IX secolo alcuni terremoti distrussero la basilica che venne sempre ricostruita sulle stesse fondamenta.
Uberto, cognato di Lotario II, fu abate laico del monastero. Il re franco Carlo il Calvo, sposata in seconde nozze la concubina Richilde delle Ardenne accordò a suo nipote Bosone V di Provenza il possesso del convento.
Nell'888 vi fu incoronato il primo re di Borgogna Rodolfo, il quale aveva convocato in quello stesso luogo il Concilio d'Agauno.
Amedeo III di Savoia che ne fu l'abate laico tra il 1103 e 1147, aiutò molto alla rinascita dell'abbazia. I re di Borgogna vi si facevano incoronare.
Nel 1128 i canonici abbracciarono la regola di sant'Agostino.
Nel Medioevo, l'abbazia giocò un importante ruolo politico nel Vallese. Alcuni abati furono anche vescovi di Sion e quindi conti del Vallese. In altri casi si allearono con la casa di Savoia in contrapposizione al vescovo-conte del Vallese.
Un nuovo terremoto distrusse la basilica nel XVII secolo; la nuova costruzione venne orientata nord-sud.
Il ruolo politico dell'abbazia venne meno a partire dal 1798 con la rivoluzione vallesana; essa diventa abbazia territoriale.
Il 3 luglio 1840 con il breve In amplissimo di papa Gregorio XVI agli abati di San Maurizio fu concesso in perpetuo il titolo di vescovi di Betlemme: quando il papa nominava l'abate, contestualmente lo eleggeva anche vescovo titolare di Betlemme. Il 4 agosto dello stesso anno il medesimo Papa con il breve Ea est dignitas concesse all'abbazia numerosi privilegi.
I confini dell'abbazia territoriale con la diocesi di Sion furono sanciti l'11 ottobre 1933 con la bolla Pastoralis cura di papa Pio XI.
Vari terremoti distrussero in più occasioni gli edifici, l'ultimo dei quali venne eretto dopo l'ennesima distruzione e ottenne il titolo di basilica nel 1948. Un monumentale organo a canne venne costruito, a spese della fotografa Céline Laguarde, e inaugurato nel 1950.
L'unione con la sede titolare di Betlemme durò fino al 1970, quando il papa nominò Henri Salina abate senza carattere episcopale e il titolo rimase all'abate emerito Lois-Séverin Haller fino alla sua morte, nel 1987; quando poi il papa concesse a Salina la dignità episcopale nel 1991, non gli assegnò la sede di Betlemme, ma quella di Monte di Mauritania. Gli ultimi due abati, Joseph Roduit e l'attuale, Jean César Scarcella, non hanno carattere episcopale.

## Cronotassi degli abati
Si omettono i periodi di sede vacante non superiori ai 2 anni o non storicamente accertati.
- Etienne-Barthélemy Bagnoud, C.R.A. † (3 settembre 1834 - 2 novembre 1888 deceduto)
- Joseph Paccolat, C.R.A. † (4 dicembre 1888 - 4 aprile 1909 deceduto)
- Joseph-Emile Abbet, C.R.A. † (21 aprile 1909 - 3 agosto 1914 deceduto)
- Joseph-Tobie Mariétan, C.R.A. † (13 agosto 1914 - 18 gennaio 1931 dimesso[3])
- Bernard Alexis Burquier, C.R.A. † (8 agosto 1932 - 30 marzo 1943 deceduto)
- Louis-Séverin Haller, C.R.A. † (14 giugno 1943 - 23 luglio 1970 ritirato)
- Henri Salina, C.R.A. † (25 agosto 1970 - 25 febbraio 1999 dimesso)
- Joseph Roduit, C.R.A. † (5 aprile 1999 - 18 marzo 2015 ritirato)
- Jean César Scarcella, C.R.A. (22 maggio 2015 - 28 giugno 2025 dimesso)
  - Jean-Michel Girard, C.R.B. (28 novembre 2023 - 9 marzo 2025[4]) (amministratore apostolico sede plena)

## Statistiche
L'abbazia territoriale nel 2023 su una popolazione di 8.900 persone contava 5.400 battezzati, corrispondenti al 60,7% del totale.
| anno | popolazione | popolazione | popolazione | presbiteri | presbiteri | presbiteri | presbiteri                | diaconi | religiosi | religiosi | parrocchie |
| anno | battezzati  | totale      | %           | numero     | secolari   | regolari   | battezzati per presbitero | diaconi | uomini    | donne     | parrocchie |
| ---- | ----------- | ----------- | ----------- | ---------- | ---------- | ---------- | ------------------------- | ------- | --------- | --------- | ---------- |
| 1950 | 12.880      | 26.450      | 48,7        | 87         | 19         | 68         | 148                       |         | 91        | 226       | 11         |
| 1970 | 3.900       | 4.500       | 86,7        | 115        |            | 115        | 33                        |         | 130       | 18        | 6          |
| 1980 | 3.830       | 4.530       | 84,5        | 45         | 1          | 44         | 85                        |         | 55        | 11        | 6          |
| 1990 | 4.750       | 5.300       | 89,6        | 77         |            | 77         | 61                        | 1       | 84        | 9         | 6          |
| 1999 | 5.851       | 6.983       | 83,8        | 66         | 2          | 64         | 88                        |         | 70        | 91        | 5          |
| 2000 | 5.851       | 6.983       | 83,8        | 61         |            | 61         | 95                        |         | 67        | 63        | 5          |
| 2001 | 5.851       | 6.983       | 83,8        | 59         |            | 59         | 99                        |         | 65        | 62        | 5          |
| 2002 | 5.851       | 7.000       | 83,6        | 60         |            | 60         | 97                        |         | 66        | 60        | 5          |
| 2003 | 5.670       | 6.637       | 85,4        | 58         |            | 58         | 97                        |         | 64        | 58        | 5          |
| 2004 | 5.670       | 6.637       | 85,4        | 55         |            | 55         | 103                       |         | 59        | 55        | 5          |
| 2013 | 6.087       | 7.989       | 76,2        | 39         |            | 39         | 156                       |         | 43        | 50        | 4          |
| 2016 | 5.959       | 7.873       | 75,7        | 34         |            | 34         | 175                       |         | 37        | 34        | 7          |
| 2019 | 5.500       | 8.075       | 68,1        | 30         |            | 30         | 183                       |         | 30        | 12        | 3          |
| 2021 | 5.200       | 8.400       | 61,9        | 31         | 1          | 30         | 167                       |         | 36        | 1         | 5          |
| 2023 | 5.400       | 8.900       | 60,7        | 31         | 1          | 30         | 174                       |         | 38        | 1         | 5          |